# اکتبر گیل (فیلم)
اکتبر گیل یا طوفان اکتبر (به انگلیسی: October Gale) فیلمی محصول سال ۲۰۱۴ و به کارگردانی ربا ندا است. در این فیلم بازیگرانی همچون پاتریشا کلارکسون، اسکات اسپیدمن، تیم راث، ایدن دوین، کلوم کیت رنی و دنی کایند ایفای نقش کرده‌اند.